# رادنیج
رادنیج (به انگلیسی: Radnage) یک روستا و محله مدنی در بریتانیا است که در ویکام واقع شده‌است. رادنیج ۶۵۸ نفر جمعیت دارد.